# Tachydromia costalis
Tachydromia costalis is een vliegensoort uit de familie van de Hybotidae. De wetenschappelijke naam van de soort is voor het eerst geldig gepubliceerd in 1840 door von Roser.